# Toca (genre)
Pour les articles homonymes, voir Toca.
Genre
Toca est un genre d'araignées aranéomorphes de la famille des Ctenidae.

## Distribution
Les espèces de ce genre sont endémiques du Brésil.

## Liste des espèces
Selon World Spider Catalog (version 17.0, 30/05/2016) :
- Toca bossanova Polotow & Brescovit, 2009
- Toca samba Polotow & Brescovit, 2009

## Publication originale
- Polotow & Brescovit, 2009 : Description of Toca, a new neotropical spider genus (Araneae, Ctenidae, Calocteninae). Journal of Arachnology, vol. 37, p. 243-245 (texte intégral).